# Гладков, Иван Васильевич
Иван Васильевич Гладков (1766—1832) — сенатор, генерал-лейтенант, Московский и Санкт-Петербургский обер-полицмейстер, командир 2-го резервного корпуса.

## Биография
Иван Гладков 27 января 1766 года; происходил из дворян Саратовской губернии (по другим данным — Пензенской или Курской губерний), родился 27 января 1766 года. Записан на службу сначала в артиллерию фурьером 1 января 1774 года, а через год в лейб-гвардии Измайловский полк, 1 января 1780 года произведён в сержанты.
В 1788 году из сержантов гвардии произведён в капитаны и назначен в Санкт-Петербургскую межевую экспедицию землемером 1-го класса. 1 сентября того же года переведён в Белозерский пехотный полк и сформировал в Олонецкой губернии три конно-егерских эскадрона, во главе которых принял участие в русско-шведской войне 1788—1790 годов, за отличие в 1790 году произведён в секунд-майоры.
В 1791 году переведён в Украинский легкоконный полк и в 1792 году во время польской кампании, находясь в корпусе генерала Ферзена, был во всех сражениях, в которых участвовал этот корпус. После взятия Брест-Литовска, Гладков с эскадроном Украинского полка и 30 казаками был послан для доставления Высочайшего рескрипта бывшему Литовскому канцлеру графу Сапеге. Прорвавшись сквозь неприятельскую цепь, он исполнил возложенное на него поручение и через несколько дней возвратился с ответом. Во время кампании 1792 года Гладков получил сильную контузию в правое плечо, после чего стал плохо владеть рукой.
В 1793 году он был командирован генерал-аншефом Кречетниковым с тремя сотнями казаков и эскадроном Украинского полка в Бобруйск для объявления Высочайшего манифеста о присоединении Литвы к России, для приведения к присяге дворянства и духовенства Бобруйского и Мозырского поветов и открытия сеймов, что и исполнил с успехом.
2 июня 1795 года Гладков был произведён в премьер-майоры. С 1795 года по февраль 1796 года он состоял при генерал-губернаторе Белоруссии Тутолмине. 28 июня 1796 года награждён золотой табакеркой и орденом Св. Владимира 4-й степени и 1 декабря того же года назначен в гусарский Линденера полк. 20 августа 1798 году произведён в подполковники и 14 сентября того же года — в полковники, причём был переведён в лейб-гвардии Гусарский полк.
В 1799 и 1800 годах во время войны с французами Гладков находился с десантом в Голландии и в сражении 21 сентября 1799 года командовал особой колонной, причём Таврический гренадерский полк, состоявший в его команде, за взятие на Алкмаарском канале французских батарей получил знамёна за храбрость. 25 сентября он командовал авангардом при местечке Бунцлау, где был ранен в левую ногу; 23 октября 1799 года за храбрость награждён орденом Св. Анны 2-й степени.
По возвращении в Россию 27 сентября 1800 года назначен шефом Чугуевского казачьего полка (эту должность занимал до 20 февраля 1805 года), а 6 октября того же года — инспектором по кавалерии Харьковской инспекции; 5 ноября 1800 года произведён в генерал-майоры.
Назначенный 19 сентября 1805 года командиром кавалерийской бригады из Елисаветградского гусарского и Черниговского драгунского полков, Гладков принял участие в войне с Наполеоном, в сражении при Аустерлице прикрывал во время отступления правый фланг армии и получил контузию в правую руку; 24 февраля 1806 года за храбрость награждён орденом Св. Владимира 3-й степени.
С декабря 1806 года он состоял по армии, а 8 декабря 1807 года назначен обер-полицмейстером в Москву. В апреле 1809 года, состоя по армии, был презусом по разным военно-судным делам. 7 января 1811 года назначен окружным генералом 2-го округа внутренней стражи.
В 1812 году И. В. Гладков, назначенный в резервную армию бригадным начальником, сформировал в Твери 9-й, 10-й и 11-й резервные пехотные полки, поступившие затем в действующую армию, и в Ростове — четыре гренадерских и четыре пехотных батальона, с которыми и выступил в Заграничный поход.
В 1813 году назначен командиром 2-го резервного корпуса, который привёл за границу, затем командовал отдельными отрядами и находился при осаде крепости Модлин, отражал неприятельские вылазки, а в октябре из-под Модлина привёл сводные батальоны 7-й, 8-й и 27-й пехотных дивизий к Рейну. В 1814 году Гладков сформировал в шесть недель 20 гвардейских рот, которые затем из герцогства Варшавского привёл в Санкт-Петербург.
В 1815 году Иван Васильевич Гладков был вновь назначен окружным генералом 2-го округа внутренней стражи и в том же году был командирован с батальонами внутренней стражи и жандармами в Костромскую губернию для усмирения крестьян. В 1821 году он усмирял крестьян графа Разумовского в селе Гостилицах.
За время своей службы в должности окружного генерала, Гладков был награждён орденами Св. Анны 1-й степени (в 1817 году) и Св. Владимира 2-й степени (в 1820 году за труды по Тверскому военно-сиротскому отделению). 22 августа 1821 года он назначен Санкт-Петербургским обер-полицмейстером и 20 сентября того же года произведён в генерал-лейтенанты. С 1822 года по 1826 год состоял председателем Попечительного комитета о тюрьмах. В 1826 г. был назначен в Верховный уголовный суд по делу декабристов.
22 июля 1825 года Гладков был назначен сенатором и членом комиссии по построению Исаакиевского собора. Последними наградами, полученными Гладковым, были алмазные украшения к ордену Св. Анны 1-й степени и орден Св. Георгия 4-й степени за беспорочную выслугу 25 лет в офицерских чинах (26 ноября 1826 года, № 3872 по кавалерскому списку Григоровича — Степанова).
Гладков был женат на Марии Сергеевне Мартыновой (1773—1846) и имел трёх дочерей: Наталью, Екатерину (фрейлина Высочайшего Двора, замужем (с 18 мая 1828 года) за Д. Н. Шванвичем) и Варвару (замужем (с 11.01.1833) за генералом А. П. Окуловым).
Иван Васильевич Гладков умер 7 августа 1832 года, погребён на Тихвинском кладбище Александро-Невской лавры; из списков исключён 19 октября 1832 года.